# Дозуа
Язовир „Дозуа“ (на английски: Dozois Reservoir) е 17-о по големина езеро в провинция Квебек. Площта му, заедно с островите в него е 405 км2, която му отрежда 120-о място сред езерата на Канада. Площта само на водното огледало без островите е 335 км2. Надморската височина на водата е 346 м.
Водохранилището се намира в южната част на провинцията, на около 200 км северно от столицата Отава и на 10 км западно от язовира Кабонга. През 1949 г. се извършва строителство на язовирна стена (47°36′48″ с. ш. 77°18′28″ з. д. / 47.613333° с. ш. 77.307778° з. д.) на изтичащата от езерото река Отава, като по този начин е повишено нивото на езерото Дозуа са обхванати в един общ воден басейн още две по-големи езера (Солер и Делаж) и множество по-малки.
Язовира Дозуа има дълга и силно разклонена брегова линия с множество дълбоко врязани заливи и острови (площ 70 км2). Цялата дължина на язовира е 61 км, а ширината му – 34 км.
През язовира протича река Отава, която се влива от изток, от язовира Кабонга и изтича от северозападния ъгъл на Дозуа. Освен нея в язовира се вливат реките Шошокоуане, Капиташоуане и редица по-малки.
Хилядите километри брегова линия и обилието на риба (щука, пъстърва, сивен, бяла риба и др.) в язовира предлагат важни дестинации за туризъм, летуване и риболов.
До 1913 г. езерото Дозуа се енаричало Бърч Лейк (Брезово езеро), когато е преименувано от канадската комисия по географските названия в чест на католическия мисионер Назаре-Сервил Дозуа (1859-1932), работил сред индианците в тези райони.